# Серп (соцветие)
Серп (лат. drepanium) — цимозное соцветие (сложное соцветие, нарастающее симподиально), особая форма завитка у однодольных. Подобно завитку двудольных, у серпа каждая новая боковая ветвь появляется на одной и той же стороне симподиальной главной оси, но в отличие от завитка, только в одной (медианной) плоскости. В результате все последовательно возникающие прицветники сидят на той же стороне, что и цветки. 

Серп можно видеть у представителей ситниковых и марантовых.

Серп
Серп, вид сверху
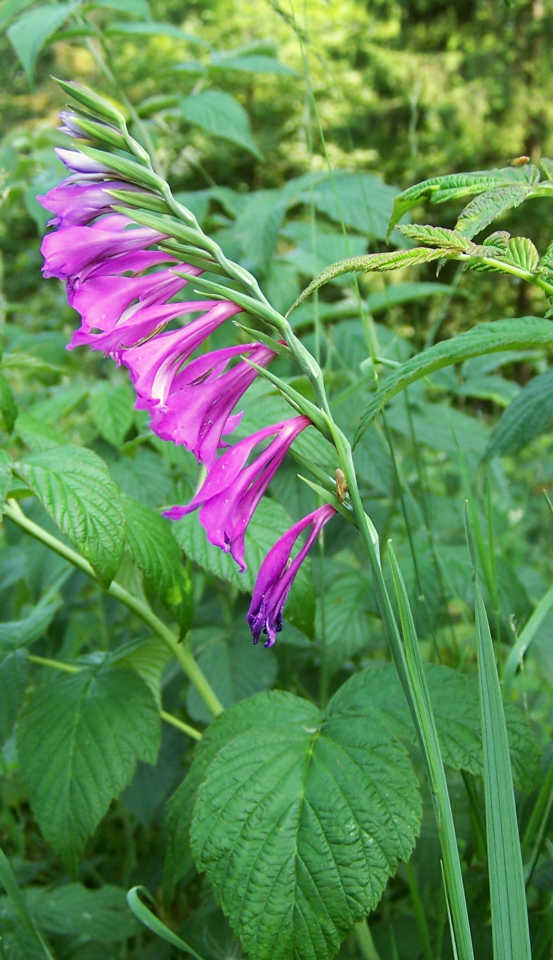
Gladiolus imbricatus
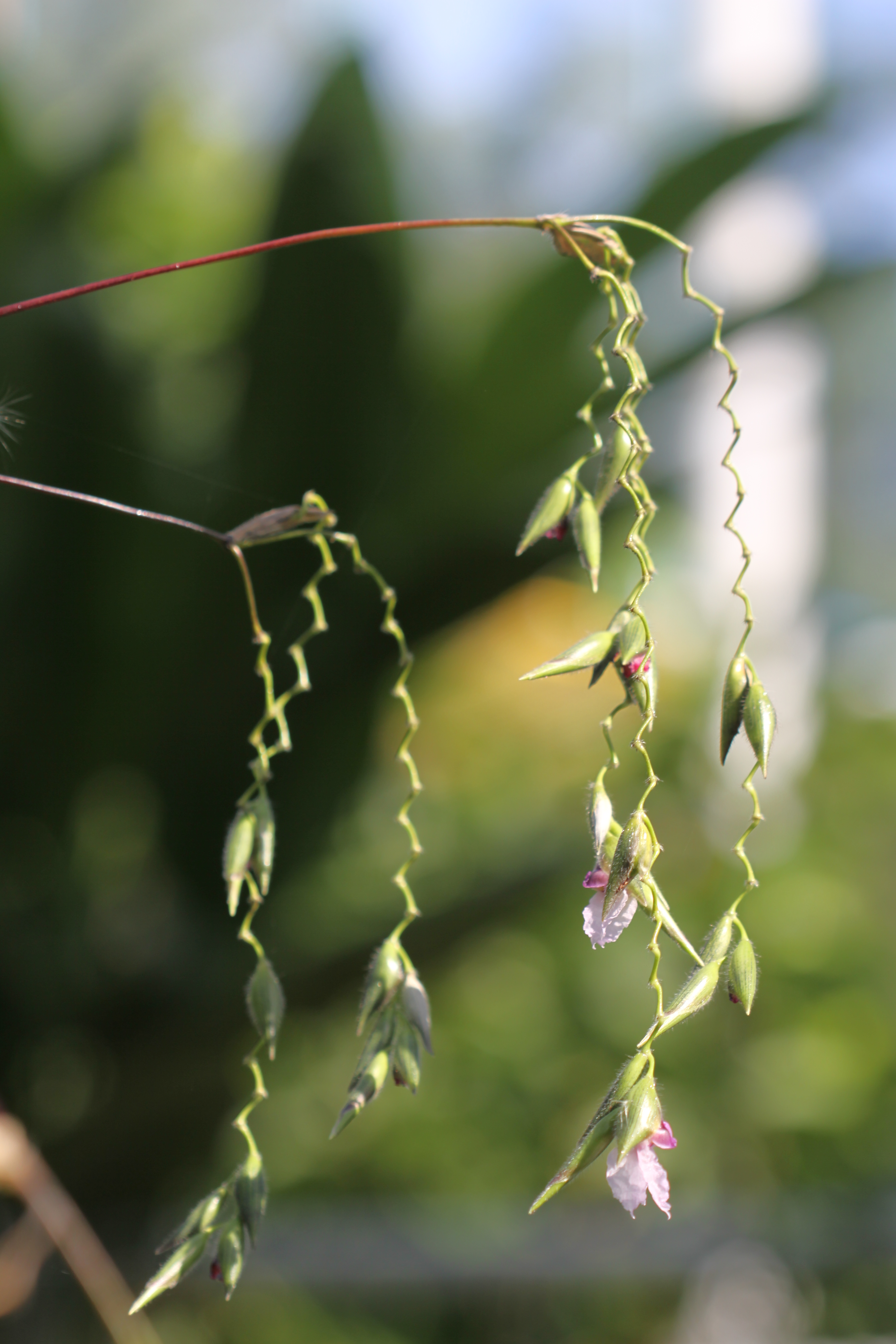
Thalia geniculata
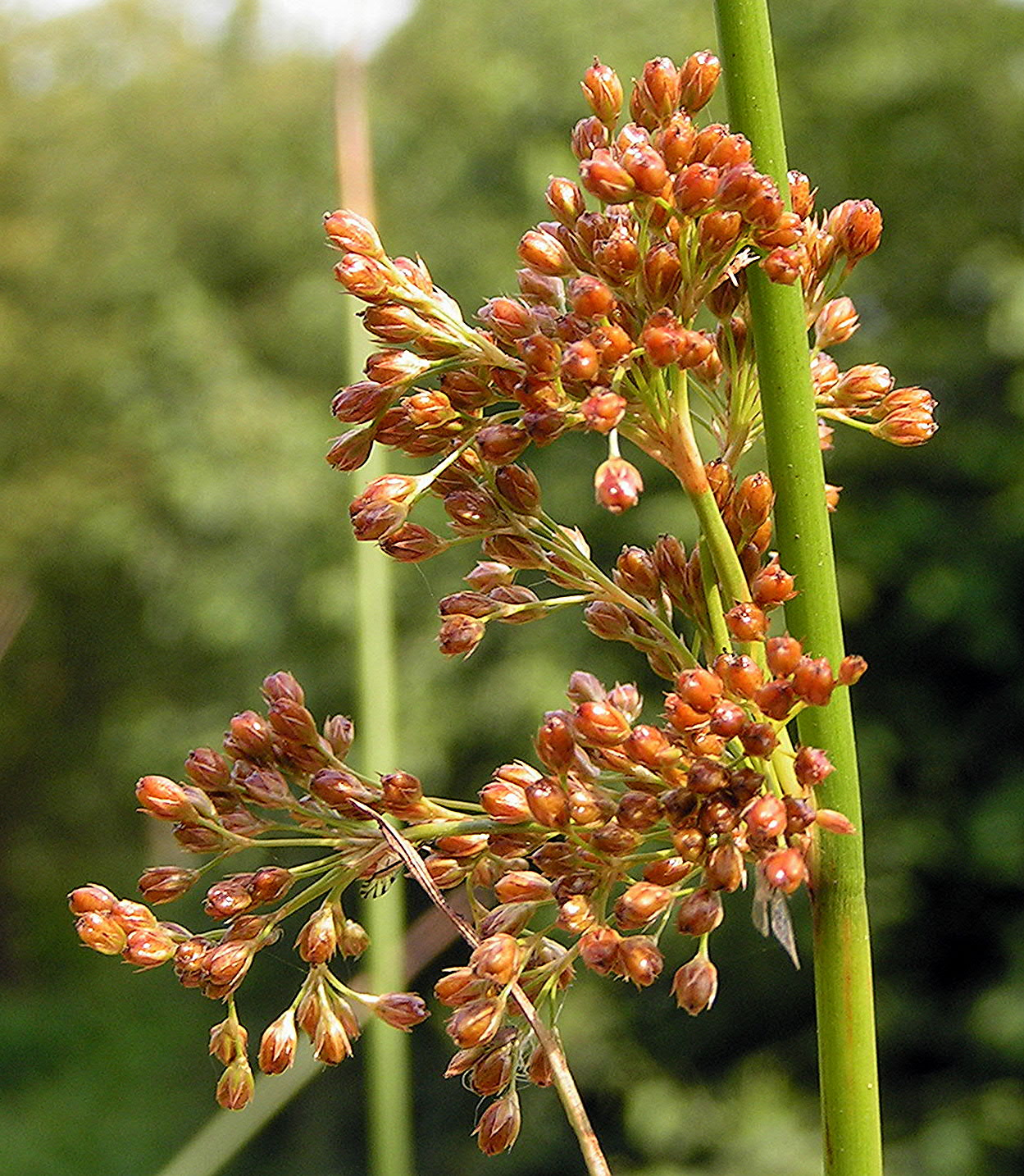
Ситник развесистый